# Stenomacrus vafer
Stenomacrus vafer là một loài tò vò trong họ Ichneumonidae.